# Luka Sučić
Luka Sučić (Linz, 8. rujna 2002.) hrvatski je nogometaš koji igra na poziciji središnjeg veznog. Trenutačno igra za Real Sociedad.

## Klupska karijera
Tijekom svoje omladinske karijere igrao je za austrijske klubove SV Alkoven, Union Edelweiß Linz i Red Bull Salzburg.

### Liefering
Dana 1. rujna 2019. prešao je u redove austrijskog drugoligaša Lieferinga, kluba u kojem igraju mladi igrači Red Bull Salzburga. Trinaest dana kasnije debitirao je za Liefering u ligaškoj utakmici protiv Dornbirna 1913 koja je završila 2:2. Svoj prvi gol za klub postigao je 21. veljače 2020. protiv Amstettena s kojim je Liefering igrao 1:1.

### Red Bull Salzburg
Dana 1. kolovoza 2020. prešao je u Red Bull Salzburg. Postigao je gol u svom klupskom debiju u utakmici kupa protiv Schwarz-Weiß Bregenza koji je poražen s visokih 0:10. Četiri dana kasnije postigao je asistenciju u svojoj debitantskoj utakmici u Bundesligi u kojoj je Wolfsberger poražen 1:3. U UEFA Ligi prvaka debitirao je 25. studenog kada je Bayern München pobijedio Red Bull Salzburg 3:1. Svoj prvi ligaški gol Sučić je postigao 10. veljače 2021. protiv Austrije Beč koja je poražena 3:1.  Osam dana kasnije Sučić je debitirao u UEFA Europskoj ligi protiv Villarreala od kojeg je Red Bull Salzburg izgubio 0:2. Svoj prvi gol u UEFA Ligi prvaka postigao je 14. rujna u utakmici protiv Seville koja je završila 1:1. Dana 10. travnja 2022. postigao je dva gola u ligaškoj utakmici protiv Austrije Klagenfurt koja je završila 6:0. Četrnaest dana kasnije Sučić je postigao gol i asistenciju u ligaškoj utakmici protiv Austrije Beč koja je završila 5:0. Tom pobjedom Red Bull Salzburg osvojio je deveti naslov prvaka Austrije u nizu. Dvaput je asistirao 24. veljače 2024. u ligaškoj utakmici protiv Austrije Lustenau koja je završila 7:0. Sučić je 19. svibnja postigao dva gola i asistenciju 19. svibnja dobivši LASK Linz 7:1 u ligi.

### Real Sociedad
Sučić je 1. kolovoza 2024. prešao u Real Sociedad za 10 milijuna eura. S klubom je potpisao ugovor do 2029. Time je postao drugi Hrvat u klupskoj povijesti, prvi nakon Igora Cvitanovića. Za novi klub debitirao je sedamnaest dana kasnije u utakmici La Lige protiv Rayo Vallecana od kojeg je Real Sociedad izgubio 1:2. Klupski prvijenac postigao je 6. listopada u ligaškom susretu protiv madridskog Atlética koji je završio 1:1. Taj gol proglašen je golom mjeseca u La Ligi, a kasnije i golom sezone. Svoja prva dva pogotka u UEFA Europskoj ligi postigao je 20. veljače 2025. protiv Midtjyllanda koji je poražen 5:2. Proglašen je igračem sezone Real Sociedada.

## Reprezentativna karijera
Sučić je mogao nastupati za Austriju, Bosnu i Hercegovinu te Hrvatsku. Sučić je odlučio nastupati za Hrvatsku, unatoč interesu Austrijskog nogometnog saveza.
Dana 9. ožujka 2021. izbornik hrvatske nogometne reprezentacije do 21 godine, Igor Bišćan, uvrstio je Sučića na popis igrača za Europsko prvenstvo 2021. Dana 21. ožujka Sučić je zbog ozljede zamijenjen Matejom Vukom. Dana 17. svibnja Sučić je uvršten na popis igrača za nokaut fazu natjecanja, no ponovno se ozlijedio te je 25. svibnja zamijenjen Nevenom Đurasekom. U svom debiju za reprezentaciju do 21 godine odigranom 2. rujna protiv Azerbajdžana, Sučić je postigao gol.
Dana 9. listopada 2021. Zlatko Dalić, izbornik A selekcije, pozvao je Sučića u A selekciju za utakmicu protiv Slovačke. Protiv istog protivnika debitirao je tri dana kasnije u utakmici koja je završila neriješenim rezultatom 2:2).
Dana 9. studenoga 2022. izbornik Zlatko Dalić uvrstio je Sučića na popis igrača za Svjetsko prvenstvo 2022.

## Osobni život
Sučićevi roditelji Željko i Branislava su Hrvati koji su se tijekom rata preselili iz Bugojna u Linz. Luka Sučić navijač je Barcelone i splitskog Hajduka, a idol mu je Luka Modrić. Njegov bratić Petar Sučić također je nogometaš.

## Priznanja

### Individualna
- 2024. Odlukom predsjednik Republike Hrvatske Zorana Milanovića odlikovan je Redom Danice hrvatske s likom Franje Bučara: "Za izniman uspjeh hrvatske nogometne reprezentacije, doprinos sportu i međunarodnom ugledu Republike Hrvatske te osvajanju 3. mjesta na 22. Svjetskom nogometnom prvenstvu u Državi Katru" [32]
- Gol mjeseca La Lige: listopad 2024.[16]
- Gol sezone La Lige: 2024./24.[17]

### Klupska
Red Bull Salzburg
- Bundesliga: 2020./21., 2021./22.
- Austrijski nogometni kup: 2020./21.

### Reprezentativna
Hrvatska
- Svjetsko prvenstvo: 2022. (3. mjesto)[33]

## Vanjske poveznice
- Profil, Hrvatski nogometni savez
- Profil, Transfermarkt (engl.)